# Príslop (Oravská Magura)
Príslop (807,7 m n. m.) je horské sedlo v pohoří Oravská Magura, mezi vrchy Príslop (1032 metrů) a Poľana (899 metrů). Sedlem  prochází hranice okresů Dolný Kubín a Námestovo. Sedlem vede červeně značená turistická trasa z Kubínskej hole na Budín (1221 metrů) a Magurku (1107 metrů), dále silnice I/78 z Oravského Podzámku na hraniční přechod Oravská Polhora.